# Cattleya trianae
La flor de mayo o lirio de mayo (Cattleya trianae) pertenece a la familia de las orquídeas, es una planta epífita de hojas carnosas, originaria principalmente de Colombia, aunque su distribución llega hasta Ecuador.  

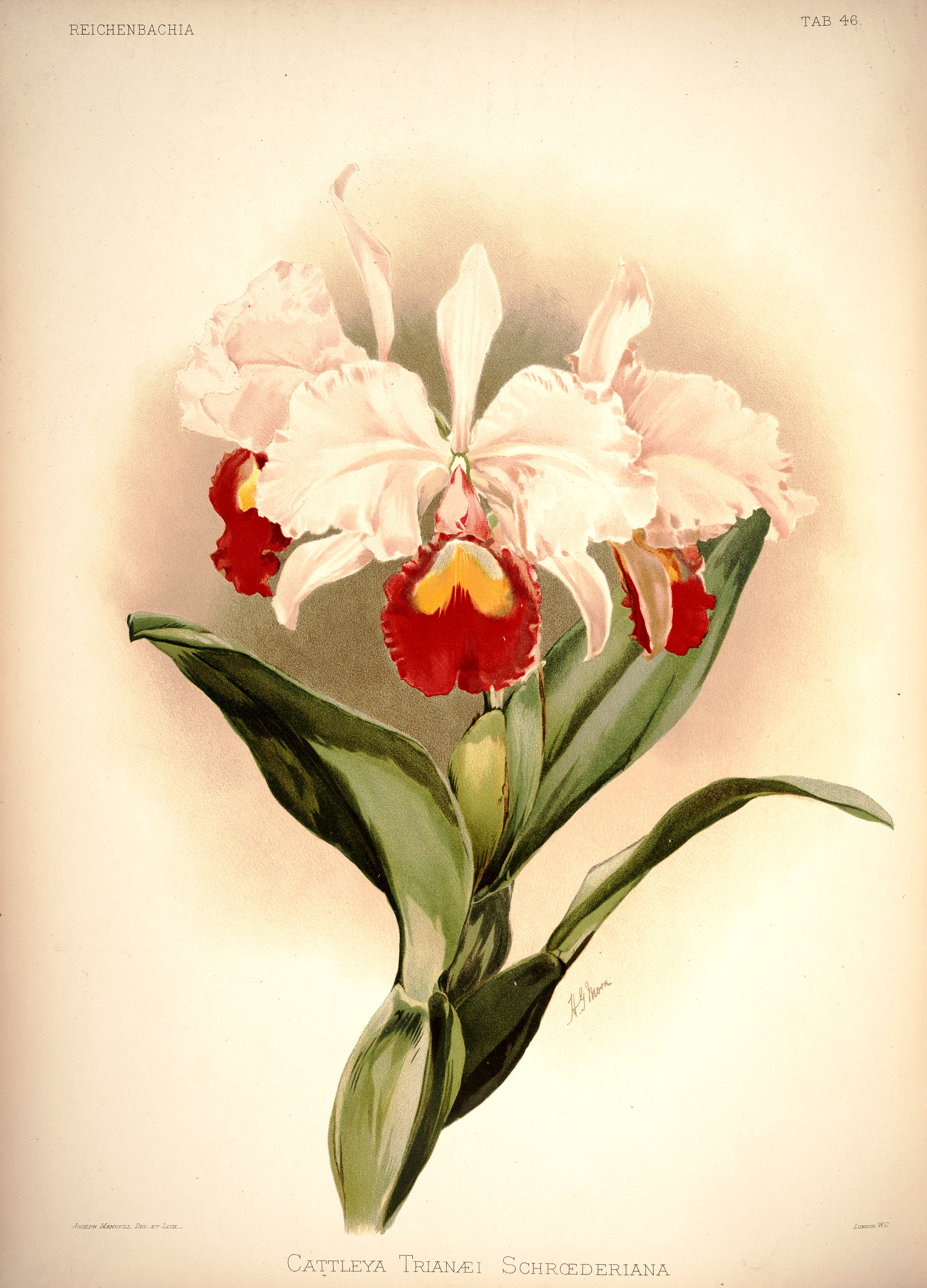
Ilustración

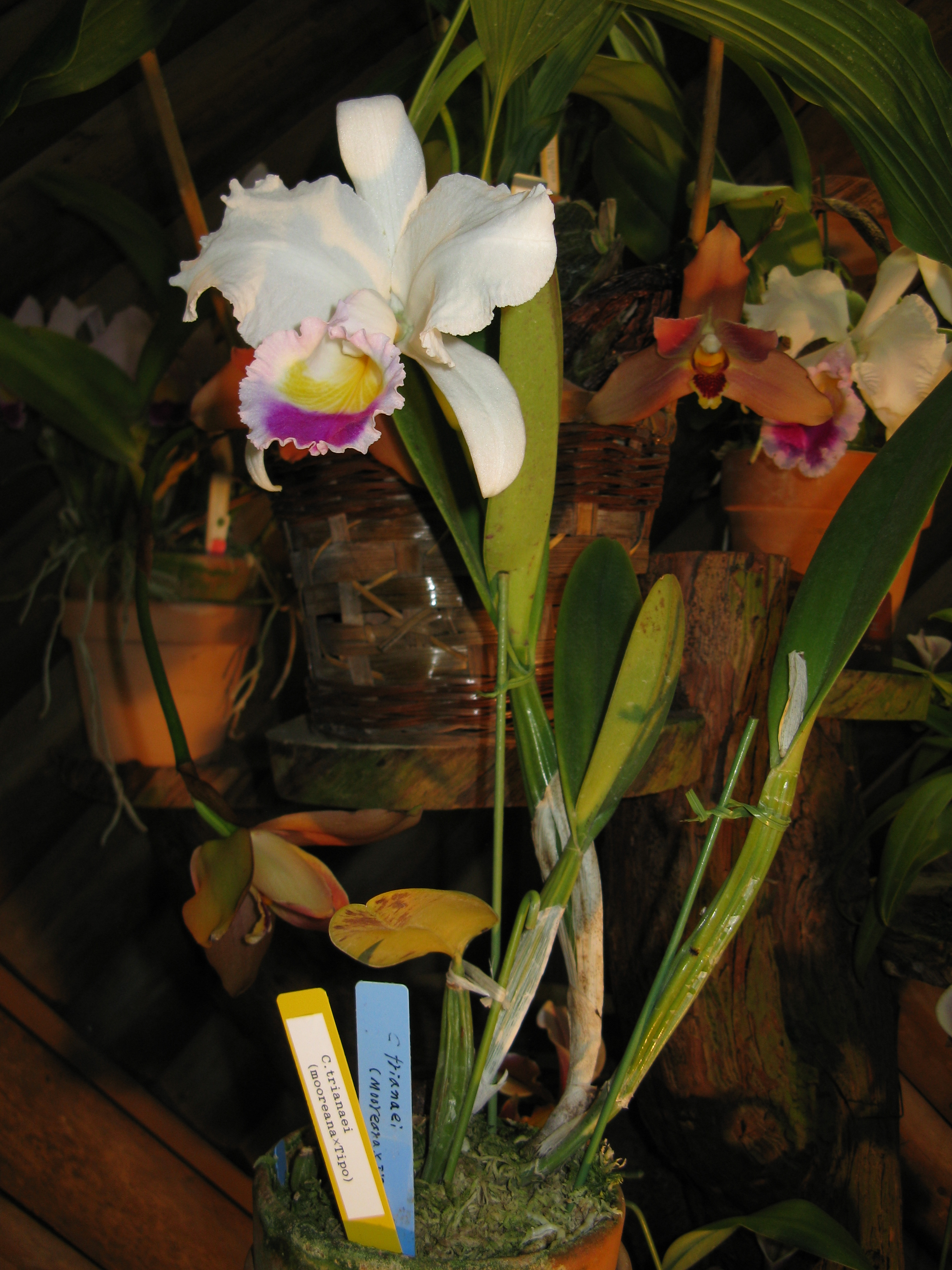
Vista de la planta

## Flor nacional de Colombia
Es la más abundante y más característica de las cattleyas colombianas, que por la vistosidad y notable tamaño de sus flores fue incorporada a los símbolos nacionales a partir de noviembre de 1936, para acompañar otros elementos representativos de ese país, tales como el himno, la bandera, el escudo. Su designación oficial se produjo como respuesta a una solicitud de la Academia Nacional de Historia de la Argentina. Esta entidad, por encargo del Jardín de Plantas de la ciudad de La Plata, indagaba sobre las flores representativas de cada una de las naciones de América, con el fin de cultivarlas para ser exhibidas en su recinto. La Academia Colombiana encargó al médico, intelectual y naturalista Emilio Robledo la tarea de buscar la flor nacional por excelencia, y a él se debe su selección como emblema representativo del país. Robledo la sugirió debido a su extraña belleza, dado que en el pétalo central luce los colores de la bandera colombiana, que contrastan con el tono lila de los pétalos laterales y de los sépalos, así como por haber sido dedicada al máximo botánico colombiano de todos los tiempos, José Jerónimo Triana.
Esta especie está  en peligro de extinción por destrucción de su hábitat, por lo cual una gran cantidad de instituciones colombianas están tratando de multiplicarla.
Presenta una variedad enorme de formas y colores. Hay ejemplares desde el blanco puro y luego una gama de semialbas, rosa claro, hasta colores muy oscuros y con manchas en los pétalos.
En general es de fácil cultivo. Si a esta cualidad se le agrega su época de florescencia que coincide con abril y mayo, vemos por qué es tan común entre los cultivadores.
En 2006, la Cattleya trianae fue nominada como símbolo cultural de Colombia en el concurso organizado por la revista Semana con el apoyo de Caracol TV, el Ministerio de Cultura y Colombia es pasión. 

## Taxonomía
Cattleya trianae fue descrita por L.Linden & Rchb.f.  y publicado en Wochenschrift für Gärtnerei und Pflanzenkunde 3: 67. 1860.
Etimología
Cattleya: nombre genérico otorgado en honor de William Cattley orquideólogo aficionado inglés,
trianae: epíteto otorgado en honor del botánico colombiano José Jerónimo Triana.
Sinonimia
1. Cattleya bogotensis  Linden ex C.Morren (1897)
2. Cattleya kimballiana L.Linden & Rodigas (1887)
3. Cattleya labiata var. trianae (Lindl. & Rchb.f.) Duch. (1860)
4. Cattleya lindigii Karst
5. Epidendrum labiatum var. trianae Rchb.f. (1861)[6]